# Подойницыно
Подо́йницыно — село в Балейском районе Забайкальского края России. Административный центр сельского поселения «Подойницынское».

## География
Село находится в северной части района, на правом берегу реки Унды, на расстоянии примерно 8 километров (по прямой) к северо-востоку от города Балей. Абсолютная высота — 659 метров над уровнем моря. Через Подойницыно проходит автодорога 76К-009.
Климат
Климат характеризуется как резко континентальный с продолжительной холодной малоснежной зимой. Абсолютный минимум температуры воздуха самого холодного месяца (января) составляет −45,5 °C; абсолютный максимум самого тёплого месяца (июля) — 39,2 °C. Среднегодовое количество атмосферных осадков составляет 308,3 мм.
Часовой пояс
Село Подойницыно находится в часовой зоне МСК+6. Смещение применяемого времени относительно UTC составляет +9:00.

## История
Было основано во второй половине XVIII века крестьянами, переселёнными в зачёт рекрутского набора и приписанными к Нерчинскому сереброплавильному заводу. Первоначально называлось Доронино. В 1851 году жителей перевели в казачье сословие. Входило в состав станицы Ундинской 2-й пешей бригады Забайкальского казачьего войска. В 1930 переименовано в Подойницыно в честь председателя Оноховского потребительского кооператива пайщиков Е. С. Подойницына.

## Население
| 1989 | 2002 | 2010 | 2021 |
| ---- | ---- | ---- | ---- |
| 695  | ↘548 | ↘484 | ↘405 |

Половой состав
По данным Всероссийской переписи населения 2010 года в гендерной структуре населения мужчины составляли 47,7 %, женщины — соответственно 52,3 %.
Национальный состав
Согласно результатам переписи 2002 года, в национальной структуре населения русские составляли 99 % из 548 чел.

## Инфраструктура
В селе функционируют средняя общеобразовательная школа, детский сад, фельдшерско-акушерский пункт, дом культуры и библиотека.

## Улицы
Уличная сеть села состоит из девяти улиц.